# Ropolyi gazdasági vasút
A ropolyi gazdasági vasút egy erdőgazdasági céllal működtetett kisvasút volt Kaposvár és a Zselicben található Ropolyi-erdő között. 1918-tól 1929-ig működött.

## Története
A 760 mm nyomtávú, méterenként 11 kg síntömegű kisvasutat a Mezőgazdasági Ipari Részvénytársaság (MIR) építtette. Az építkezés már az első világháború előtt elkezdődött, de csak 1918-ra lett kész. A munkálatokban orosz és olasz hadifoglyok is részt vettek.
A vasút célja a zselici erdők fájának, homokjának és egyéb erdei termékeinek a cseri fűrésztelepre való szállítása volt. A környék falvaiból sokak megélhetését biztosította az erdei munka: ők minden nap reggel 6-kor felkapaszkodtak a vasúti kocsikra, este 6-kor pedig a megrakott vonat tetején utaztak haza.
Az 1920-as évek végére megszűnt a fakitermelés, mivel 1927-ben a MIR felbontotta a szerződést az Esterházy-hitbizománnyal. Emiatt 1929-ben a kisvasút (és vele együtt a kaposszerdahelyi szerszámnyélkészítő üzem) is megszűnt, azóta a síneket mindenhonnan elhordták. A vonalon üzemelő mozdony a kaposvári cukorgyár és Somogyszil között közlekedő begyűjtő vonalra, később mai helyére, a Közlekedési Múzeumba került. 2015-ben a Dugás-kút melletti végállomás közelében emlékhelyet alakítottak ki és egy táblát állítottak fel, amelyen a kisvasút rövid története olvasható.

## Nyomvonal
A kisvasút teljes hossza 22 km volt, megállói a következők voltak:
- Kaposvár, cseri fűrésztelep
- Szerdahelyi malom
- Fehér-part
- Kerékkötő
- Sárkuta
- Ropoly
- Lovász-gödör–Dugás-kút

A Dugás-kút egy forrás neve: ez a név onnan származik, hogy régen medencéjét fadongákkal (helyi tájnyelven: dugákkal) bélelték ki. A rendkívül tiszta vízű forrást 2014-ben felújították.